# St. Laurentius (Brendlorenzen)

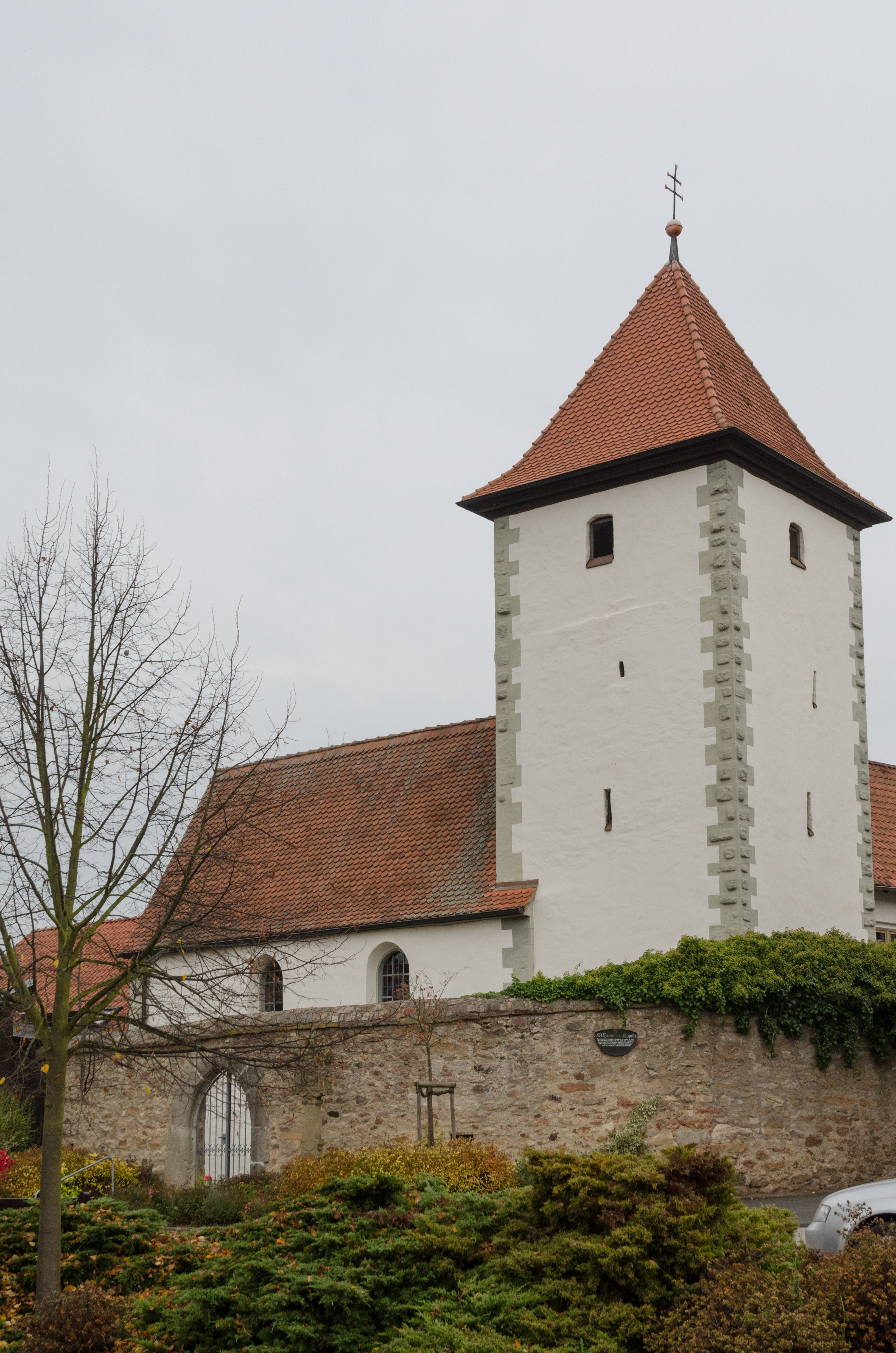
Die Kapelle St. Laurentius

Die römisch-katholische Kapelle St. Laurentius ist die Kapelle des Ortsteiles Lorenzen von Brendlorenzen. Brendlorenzen ist Stadtteil von Bad Neustadt an der Saale. Die Kapelle gehört zu den Baudenkmälern von Bad Neustadt an der Saale und ist zusammen mit der Gadenmauer unter der Nummer D-6-73-114-162 in der Bayerischen Denkmalliste registriert. Die Kapelle wird von der Pfarrei Brendlorenzen  in der Pfarreiengemeinschaft St. Martin Brend betreut.

## Geschichte und Beschreibung
Die Kapelle wurde in der ersten Hälfte des  13. Jahrhunderts erbaut. Der massige quadratische Kirchturm steht als Chorturm im Osten. Er besitzt recht kleine Schallfenster mit veränderten Rundbögen und ein Zeltdach. Das Langhaus ist nur unwesentlich breiter als der Kirchturm. Es sollte ursprünglich ein Gewölbe erhalten, ist jedoch flachgedeckt wie der Chor. Die Fenster der nördlichen und östlichen Wand sind noch im romanischen  Urzustand geblieben, die der südlichen Wand dagegen wurden in der Barockzeit verändert.

## Ausstattung
Am Hochaltar ist der heilige Laurentius mit dem Feuerrost dargestellt. Rechts neben dem Chorbogen befindet sich eine Madonna im Strahlenkranz. Die Empore ist bis zum Chorbogen verlängert und nimmt die gesamte Breite links daneben ein. Unter der Empore ist der Taufstein aufgestellt.